# Islas de Bretania
Las islas de Bretania (Bretania Turtle Islands) es un grupo de islas situado en Filipinas, adyacente a la de Mindanao. Se encuentra en barrio del mismo nombre que corresponde al término municipal de  San Agustín perteneciente a  la provincia de Surigao del Sur situada en la Región Administrativa de Caraga, también denominada Región XIII.

## Geografía
Se trata de un conglomerado de 24 islas e islotes, distribidas a lo largo de la  Bahía de Lianga (Lianga Bay), frente al gran Océano Pacífico.
De todo el grupo destacan las siguientes: 
- Isla de Boslón (Boslon Island),
- Isla Hiyor-hiyoran (Hiyor-hiyoran Island),
- Islas Panlangagán (Panlangagan Islands),
- Isla Hagonoy  (Hagonoy Island),
- Isla Desnuda (Naked Island).

### Comunicaciones
Es un paseo de 3 horas desde la ciudad de  Butuan City y de 6 horas de viaje desde la ciudad de Dávao.

## Turismo
Estas 24 islas e islotes  son muy diferentes varando en las formas, tamaños y características. Pero tienen una cosa en común,  casi todas sus costas están dotados playas de muy fina arena blanca, por lo  que no tienen nada que envidiar a las playas más famosas del país. Las más conocidas son las de   Dakak, Boracay y El Nido.